# Station Kaliningrad Passazjirski
Station Kaliningrad Passazjirski (Russisch: Калининград-Пассажирский, Kaliningrad-Reizigers) is het belangrijkste spoorwegstation voor personenverkeer van de Russische stad Kaliningrad. Het station wordt eveneens vaak Joezjnyj vokzal (Южный вокзал, Zuidelijk station) genoemd naar analogie met het Station Kaliningrad Severnyj.

## Geschiedenis
Het station werd na een bouwperiode van 17 jaar, onderbroken door de Eerste Wereldoorlog, voltooid in 1929. In deze tijd was de stad nog een belangrijke Duitse stad onder de naam Koningsbergen (Königsberg). Het station opende op 19 september 1929 als Königsberger Hauptbahnhof. Het was een van de modernste stations van de Deutsche Reichsbahn.
In tegenstelling tot de rest van de stad werd het station gespaard van bombardementen en bleef het intact na de Tweede Wereldoorlog; het werd nu een Russisch station. Er kwam een breedspoor zoals de rest van de Russische treinen. Het station was niet meer bereikbaar voor personenverkeer vanuit het westen. Het Noordstation werd nu belangrijker en dit station werd nu een passagierstation (Passazjirski) en was voortaan het eindpunt voor treinen uit Moskou, Sint-Petersburg, Homel, Charkov en Anapa.
Na de val van het communisme kwam op 9 augustus 1991 voor het eerst weer een trein uit het westen aan, een toeristentrein uit Berlijn. Eind jaren negentig en begin jaren 2000 werd het station gerestaureerd. Tegenwoordig vertrekt er dagelijks een trein naar Gdynia in Polen met aansluiting naar Berlijn.